# روث براون
روث براون (بالإنجليزية: Ruth Brown)‏ (و. 1928 – 2006 م) هي مغنية، وممثلة، وكاتبة غنائية، من الولايات المتحدة الأمريكية، ولدت في بورتسموث, فيرجينيا، توفيت في لاس فيغاس، نيفادا، عن عمر يناهز 78 عاماً بسبب نوبة قلبية، وسكتة دماغية.

## جوائز
حصلت على جوائز منها:
- جائزة توني عن فئة أفضل ممثلة في مسرحية موسيقية [الإنجليزية]‏ (1989).

## وصلات خارجية
- روث براون على موقع IMDb (الإنجليزية)
- روث براون على موقع الموسوعة البريطانية (الإنجليزية)
- روث براون على موقع روتن توميتوز (الإنجليزية)
- روث براون على موقع ألو سيني (الفرنسية)
- روث براون على موقع ميوزك برينز (الإنجليزية)
- روث براون على موقع أول موفي (الإنجليزية)
- روث براون على موقع قاعدة بيانات برودواي على الإنترنت (الإنجليزية)
- روث براون على موقع قاعدة بيانات الأفلام السويدية (السويدية)
- روث براون على موقع إن إن دي بي (الإنجليزية)
- روث براون على موقع أول ميوزيك (الإنجليزية)